# Župnija Maribor – Sveti Janez Krstnik
Župnija Maribor – Sveti Janez Krstnik ali tudi Stolna župnija Maribor je rimskokatoliška teritorialna župnija Dekanije Maribor Mariborskega naddekanata, ki je del Nadškofije Maribor.
Župnija je najbolj poznana po blaženem škofu Antonu Martinu Slomšku, ki je prenesel sedež lavantinske škofije iz Šentandraža v Labotski dolini v Maribor in katerega relikvije počivajo pod oltarjem v kapeli svetega Križa v stolnici. Druga znana oseba je Božja služabnica Cvetana Priol, kandidatkinja za svetnico, ki je bila doma iz te župnije in se je v stolnici darovala Bogu.

## Sakralni objekti
| Slika           | Objekt                                   | Oznaka |
| --------------- | ---------------------------------------- | --- |
|                 | Stolnica svetega Janeza Krstnika         | sedež župnije, nadškofije ter metropolije                                                                                                |
|                 | Cerkev svetega Alojzija                  | nekdanja cerkev jezuitskega kolegija, sedaj cerkev Hrvaške katoliške misije v Mariboru, v souporabi z župnijo                            |
|                 | Cerkev svete Barbare (na Kalvariji)      | |
| Kapele          |                                          | |
|                 | Kapela Loretske Matere Božje             | grajska kapela mariborskega mestnega gradu                                                                                               |
|                 | Kapela Marijinega brezmadežnega spočetja | samostanska kapela šolskih sester |
|                 | Marijino brezmadežno spočetje            | hišna kapela družine Josipa Priola |
| Nekdanje cerkve |                                          | |
|                 | Cerkev Marijinega oznanjenja             | nekdanja samostanska cerkev celestink, ni več v bogoslužni uporabi, danes Umetnostna galerija Maribor                                    |
|                 | Cerkev Marijinega vnebovzetja            | nekdanja cerkev minoritskega samostana, danes Lutkovno gledališče Maribor, v njej je prireditveni prostor v upravi Mestne občina Maribor |